# NHK BS4K
NHK BS4K是日本廣播协会（NHK）所属的卫星电视频道之一，于2018年12月1日开播。

## 概况
2016年8月1日，NHK开始通过BS-17频道试播超高清电视节目；同年12月1日，频道改为“放送服务高度化推进协会”（A-PAB）的4K/8K混编播出频道，节目由NHK、五大民营电视台、WOWOW及东北新社提供。A-PAB的4K/8K超高清电视试验频道已于2018年7月23日14:00停播。
按照计划，NHK BS4K将成为单独的4K电视频道，与BS-TBS 4K和BS富士4K共同使用原先4K/8K试验频道所在的BS-17频道，2018年12月1日开播。初期播出时间为每天6:00-24:00。
2023年12月1日，NHK对卫星电视频道进行重组，BS4K频道停播，由BS Premium 4K频道取代。